# Tutti frutti (juego)
El tutti frutti (Paraguay, Perú, Uruguay y Argentina), también conocido como stop (Bolivia, Nicaragua, Venezuela, Chile, Colombia, Puerto Rico, República Dominicana y Costa Rica), alto el lápiz o arriba el lápiz (España), chantón, párame el carrito, párame la mano (Ecuador), bachillerato, (Chile) cancelado (Rancagua, O'higgins), y basta (Cuba, Guatemala y México), es un juego de lápiz y papel cuyo objetivo es escribir, durante un tiempo limitado, una serie de palabras pertenecientes a categorías predefinidas por los jugadores, además de comenzar con la misma letra. Este juego tradicional reúne velocidad, memoria y cultura general, enriqueciendo así, el vocabulario de quien lo juega. Es jugado desde el siglo XIX en Alemania.

## Descripción

### Reglas
Para iniciar el juego, todos los participantes deberán trazar en una hoja una tabla, y en la primera fila escribirán las diferentes categorías acordadas por los participantes, comúnmente se utilizan las categorías nombre, apellido, país o ciudad, animal, color, fruta o verdura y cosa, sin embargo también se pueden separar las categorías mencionadas anteriormente o agregar otras categorías diferentes como deporte, profesión, celebridad, entre otras. Después de las categorías deberá ir el total, donde se colocará la puntuación. Si la palabra esta mal escrita el jugador que dijo basta contará con 0 puntos en esa ronda.
El juego consiste de rondas en las que se escoge solo una letra del abecedario. 
| Nombre | Apellido | País      | Animal | Fruta    | Objeto  | Total |
| Ana    | Acosta   | Australia | Avispa | Arándano | Armario |       |
| …      |          |           |        |          |         |       |

Una ronda finaliza cuando un jugador grita "basta para mi, basta para todos", "stop" u otra frase (dependiendo del país) dando fin a esta partida, y todos deben dejar de jugar en ese instante.

### Puntuación
Las palabras válidas tendrán un valor de 10 o 100 puntos dependiendo de la versión, excepto cuando otros jugadores hayan escrito la misma palabra, en ese caso a todos los jugadores que la hayan repetido se les calificará con la mitad de puntos (5 o 50 puntos). Otra regla común es que se otorgan puntos de bonificación si un jugador es el único en una categoría que tiene una respuesta válida. El ganador es el que ha acumulado más puntos después de un número de rondas acordado. Si un contrincante ha completado una casilla que yo no; sumará 20 puntos.

## Comercialización
En 1988, la empresa estadounidense Parker Brothers creó una versión de este juego, llamada Scattergories, que actualmente distribuye la empresa Hasbro.
Existen también versiones en línea (contra otros jugadores o al software) o aplicaciones para teléfonos inteligentes.
Un importante editor de juegos alemán intentó en 2012 y 2013 hacer cumplir los derechos de marca comercial para Tutti frutti. El tribunal de distrito de Berlín desestimó el recurso con la sentencia de 4 de abril de 2013. En la vista oral, el Tribunal de Berlín también desestimó el recurso. Ambas cortes declararon igualmente que el Tutti frutti es un juego clásico jugado por generaciones, donde nadie puede obtener los derechos de marca registrada.

## En otros idiomas
- En alemán: Stadt, Land, Fluss (Ciudad, país, río)
- En árabe: اسم‌فامیل (Apellido)
- En checo: Jméno, město, zvíře, věc (Nombre, ciudad, animal, cosa)
- En hebreo: ארץ עיר (Ciudad, país)
- En francés: Jeu du baccalauréat, jeu du bac, o petit bac (juego de bachillerato)
- En inglés: Categories (Categorías)
- En italiano: Nomi, cose, città (Nombres, cosas, ciudades)
- En magiar: Ország-város (Ciudad, país)
- En polaco: Państwa-miasta (Ciudad, país)
- En portugués: Adedonha!,  Adedanha! o Stop  (¡Adivina!)